# Noémi
Noémi war ein Vocal Trance/Dance-Projekt aus Deutschland, das 2002 ins Leben gerufen wurde. Es bestand aus der Sängerin Maria Stefania und den Produzenten Manfred Hölter, Thorsten Kipka, Thomas Detert und Mike Griesheimer. Die Produzenten haben bereits an anderen Dance-Projekten wie Mezziah und 666 mitgewirkt.

## Geschichte und Karriere
Maria Stefanias professionelle Karriere begann 1999. Für Universal Records nahm sie als Stefania den Song Don’t Break My Heart auf, eine Coverversion des 1980er-Hits von Den Harrow, der sich in Deutschland auf Platz 67 platzieren konnte. Sie beteiligte sich auch noch anderen Dance-Projekten wie Planet Violet von Nalin Inc. 2002 lernte Maria Stefania die Produzenten Manfred Hölter, Thorsten Kipka, Thomas Detert und Mike Griesheimer kennen, mit denen sie gemeinsam das Projekt Noémi gründete. Ihre erste Single In My Dreams. Das Lied erreichte die Top 50 in Deutschland und Österreich. Es folgten im gleichen jahr die Singles Y.O.U. und When Angels Kiss, die sich ebenfalls in den deutschen Single-Charts platzieren konnten.
Kurz vor der Veröffentlichung ihrer vierten Single I Do 4 U, einer Coverversion von (Everything I Do) I Do It for You von Bryan Adams trennte sich die Plattenfirma JIVE/Zomba Records von ihrer Dance-Abteilung, und somit verloren Noémi ihren Plattenvertrag. So erschien nur eine Promo-CD der vierten Single. Das Debütalbum Red wurde zwar fertiggestellt, jedoch ebenfalls nicht veröffentlicht. Zwar wurde eine Veröffentlichung für den 7. Dezember 2012, also zum 10-jährigen Jubiläum angekündigt, doch die beiden Produzenten Manfred Hölter und Thorsten Kipka zogen ihr Einverständnis zurück.
Das Projekt wurde de facto Anfang 2003 beendet. Maria Stefania verließ daraufhin das Team und widmete sich unter ihrem alten Künstlernamen Stefania der Popmusik. Es gab immer wieder Gerüchte einer Wiederbelebung des Projekts, die sich bisher jedoch nicht bewahrheitet haben.

## Diskografie
Singles

| Jahr | Titel            | Höchstplatzierung, Gesamtwochen, AuszeichnungChartplatzierungen (Jahr, Titel, , Platzierungen, Wochen, Auszeichnungen, Anmerkungen) | Höchstplatzierung, Gesamtwochen, AuszeichnungChartplatzierungen (Jahr, Titel, , Platzierungen, Wochen, Auszeichnungen, Anmerkungen) | Höchstplatzierung, Gesamtwochen, AuszeichnungChartplatzierungen (Jahr, Titel, , Platzierungen, Wochen, Auszeichnungen, Anmerkungen) | Anmerkungen                            |
| Jahr | Titel            | DE | AT | CH | Anmerkungen                            |
| ---- | ---------------- | --- | --- | --- | -------------------------------------- |
| 2002 | In My Dreams     | DE34 (10 Wo.)DE | AT44 (10 Wo.)AT | — | Erstveröffentlichung: 25. März 2002    |
| 2002 | Y.O.U.           | DE30 (9 Wo.)DE | AT52 (8 Wo.)AT | — | Erstveröffentlichung: 29. Juli 2002    |
| 2002 | When Angels Kiss | DE56 (5 Wo.)DE | — | — | Erstveröffentlichung: 9. Dezember 2002 |